# Frontera entre Bulgària i Turquia
La frontera entre Bulgària i Turquia (búlgar: Границата между България и Турция translit Granitsata mezhdu Bŭlgariya i Turtsiya,turc: Türkiye-Bulgaristan sınırı) és una frontera internacional de 269 kilòmetres de longitud que separa la República de Bulgària (província de Burgàs) de la República de Turquia (província d'Edirne). És la tercera frontera més llarga de Turquia, després de Síria i l'Iran, i la frontera més curta de Bulgària.

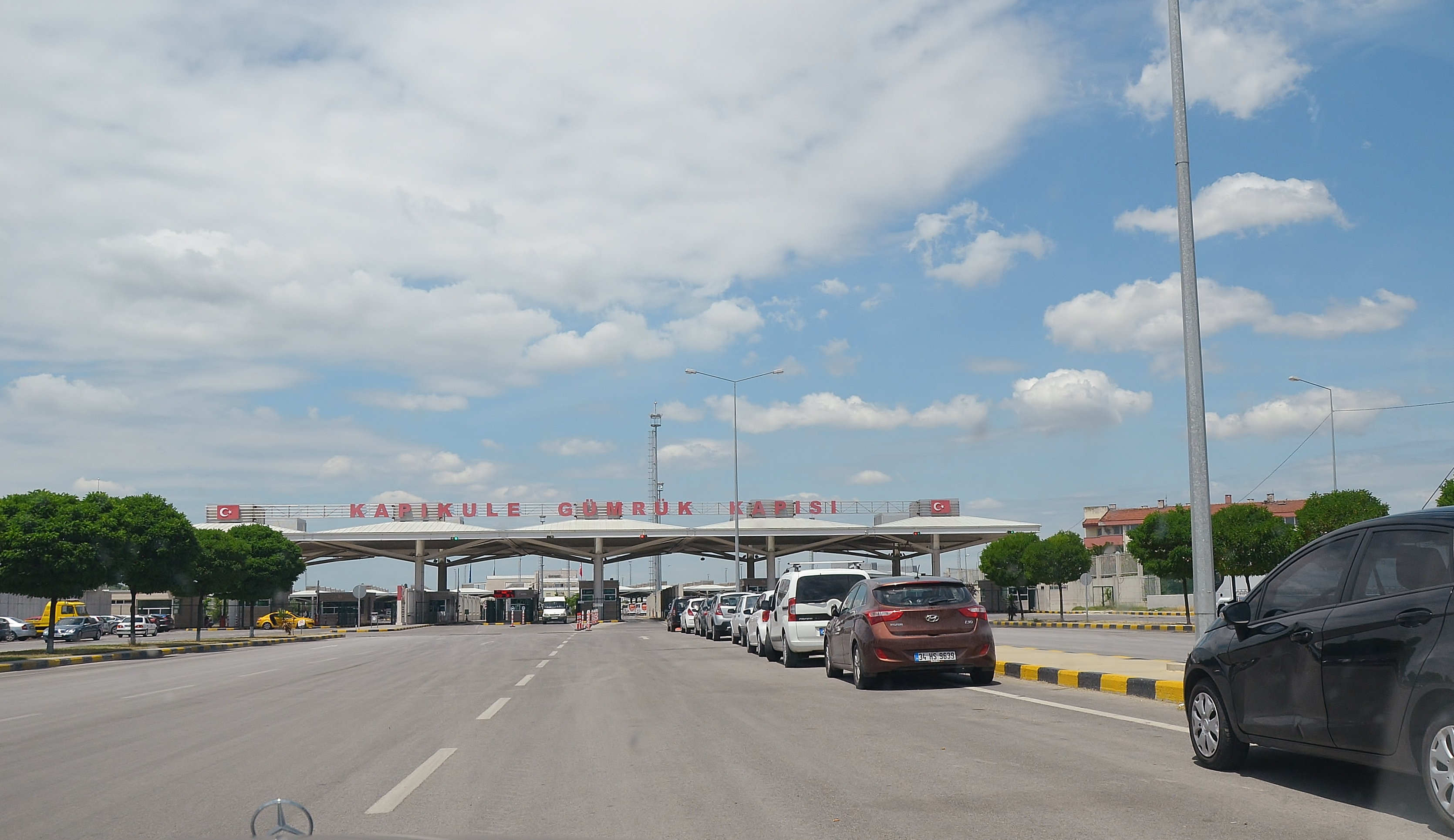
Pas fronterer de Kapıkule de Turquia a Bulgària.

## Història
La frontera va ser establerta el 1878 després del reconeixement de la independència de Bulgària pel Tractat de San Stefano al final de la Guerra russoturca (1877-1878), que inicialment va des de la frontera amb Sèrbia a l'oest, les crestes de les muntanyes Rila i Stara Planina fins als marges del mar Negre al nord de Burgàs. Després de la presa de possessió l'any 1885 per Bulgària de Rumèlia Oriental, la frontera es va traslladar cap al sud, al costat dels Rhodope, sortia al costat turc d'Adrianópolis i arribava a les costes del Mar Negre al sud de Burgàs. Va canviar el 1913 després de les guerres balcàniques amb Turquia i el traçat definitiu de la frontera va ser establert pel tractat de Lausana el 24 de juliol de 1923.

## Mur fronterer
En resposta a la Crisi dels refugiats a Europa, Bulgària va erigir un mur fronterer per frenar l'afluència de passos il·legals. A partir de juny de 2016 havien estat construïts gairebé 146 dels 166 kilòmetres de mur planificats.

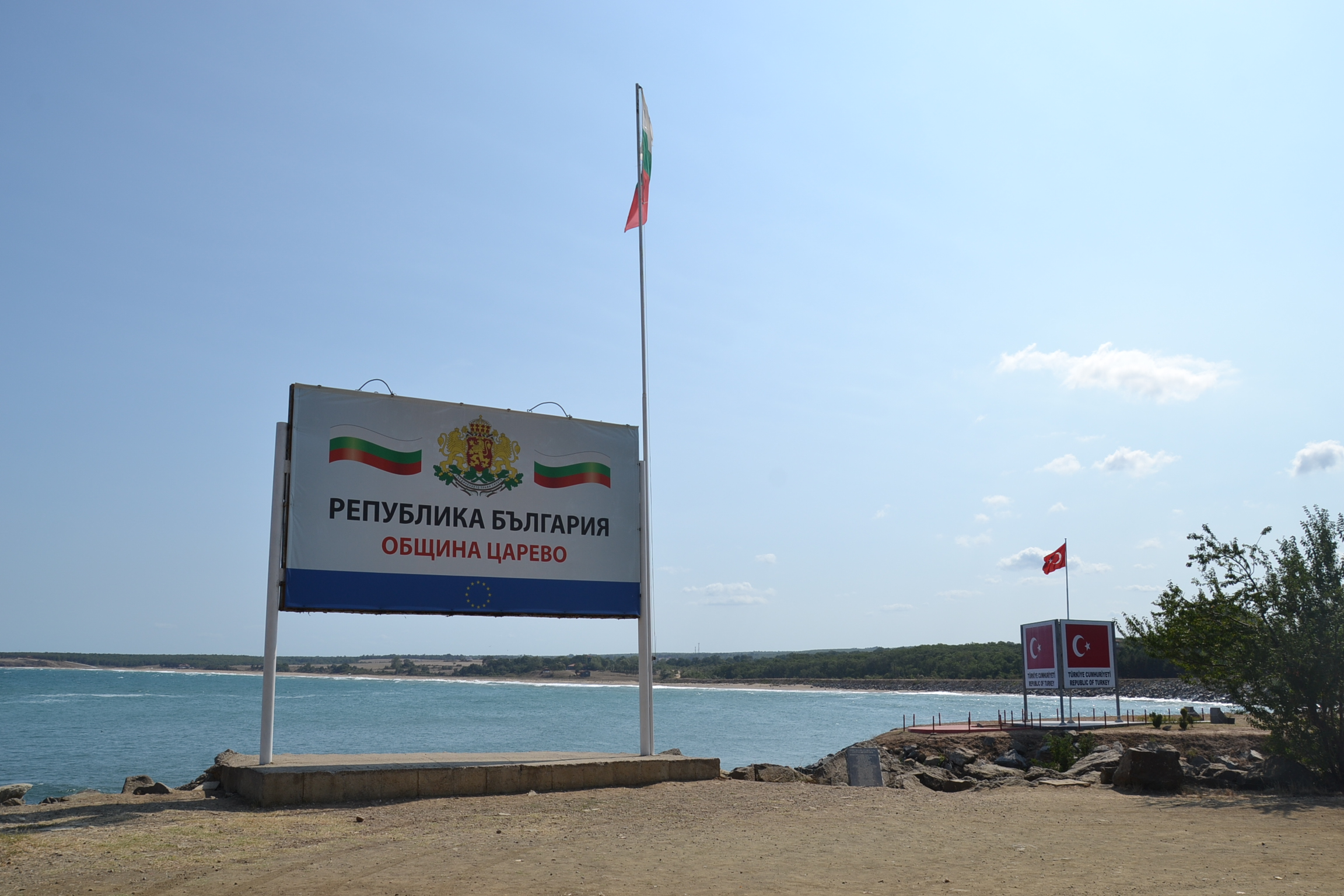
Frontera búlgara a Rezovo

El gener de 2014, Bulgària va començar la construcció d'una tanca de seguretat de 30 quilòmetres al llarg de la seva frontera amb Turquia per contenir una onada d'immigrants procedents de l'Orient Mitjà i l'Àfrica del Nord. De 3 metres d'alta i fortificada amb bobines de filferro, la tanca cobreix la secció menys visible de la frontera entre el punt de control fronterer de Lesovo i el poble de Golyam Dervent. L'exèrcit búlgar va completar la barrera de protecció el juliol de 2014 amb un cost d'uns 5 milions d'euros. Com a resultat de la nova tanca, els intents de passar il·legalment en els voltants de la instal·lació s'han reduït set vegades. L'ambaixador de Turquia a Bulgària Suleyman Gokce ha expressat la seva insatisfacció amb el mur fronterer, afegint que crea un descontentament i dona motius per "reflexionar sobre el missatge polític" que està enviant.
A principis de 2015, el govern va anunciar una extensió de 130 quilòmetres a la tanca de filferro de pues per assegurar completament la frontera terrestre. El primer ministre Boiko Boríssov va descriure l'extensió com "absolutament necessària" per evitar que les persones entrin il·legalment a l'estat membre de la Unió Europea. L'Assemblea Nacional de Bulgària ha decidit continuar la construcció de la tanca a la frontera amb Turquia sense iniciar un procés de contractació pública a causa de la necessitat de protegir la seguretat nacional. This final section of the fence completely seals off Bulgarian border with Turkey. As of March 2016, nearly 100 quilometres (62 mi) of the 166 quilometres (103 mi) planned barrier were constructed. Pel juny de 2016, s'hi havien construït 146 km del mur.

## Passos fronterers
Hi ha tres passps a tota la frontera, dos per a trànsit de vehicles i un altre per a trànsit per a vehicles i ferrocarrils. El més ocupat de tres, Kapıkule, es troba entre els punts de control de la frontera més ocupats del món.
| Pas fronterer turc | Província  | Pas fronterer búlgar | Província           | Obert                  | Carretera a Turquia                      | Carretera a Bulgària                      | Situació |
| ------------------ | ---------- | -------------------- | ------------------- | ---------------------- | ---------------------------------------- | ----------------------------------------- | -------- |
| Kapıkule           | Edirne     | Kapitan Andreevo     | Haskovo             | 4 de setembre de 1953  | D.100 Ferrocarril Pehlivanköy–Svilengrad | A4 I-9 Ferrocarril Pehlivanköy–Svilengrad | Obert    |
| Hamzabeyli         | Edirne     | Lesovo               | Iàmbol              | 22 de novembre de 2004 | D.535                                    | I-7                                       | Obert    |
| Dereköy            | Kırklareli | Malko Tarnovo        | Província de Burgàs | 18 de juliol de 1969   | D.555                                    | I-9                                       | Obert    |